# 존 데이비스 (역도 선수)
존 헨리 데이비스(영어: John Henry Davis, 1921년 1월 12일~1984년 7월 13일)는 미국의 역도 선수이다. 올림픽 2연속 우승을 달성했고 세계 선수권 대회에서 6회, 미국 선수권 대회에서 12번 우승했다. 또한 1938년부터 1953년까지 참가한 모든 대회에서 우승을 놓친 적이 없는 걸로 잘 알려져 있다.

## 경력
뉴욕주 서퍽군의 스미스타운 출신으로 제2차 세계 대전 중, 육군에서 3년 반동안 복무하였다. 19년 동안 요크 바벨 클럽에서 역도 선수로 활동했으며, 뉴욕 교도관으로 일하였다.
1938년 18세의 나이에 빈에서 열린 세계 선수권 대회에서 라이트헤비급을 우승하면서 두각을 드러낸 데이비스는 세계 선수권 대회에서 총 6번 우승했고, 1948년과 1952년 하계 올림픽 2연속 금메달리스트가 되었다. 역도 역사는 데이비스가 미국 선수권 대회에서 데이비스가 다른 헤비급 역도 선수들이 범접할 수 없었던 12회 우승을 달성했다.
데이비스는 자신의 체급에서 모두 세계 기록들을 보유하였다. 그의 경기는 당대부터 회자되었으며, 1951년 로스앤젤레스에서 열린 역도 대회에서 402파운드를 들어올린 기록이 남아 있다.